# Campeonato Europeo de Esgrima
El Campeonato Europeo de Esgrima es la máxima competición de esgrima a nivel europeo. Es organizado desde 1981 por la Confederación Europea de Esgrima (CEE). Actualmente se realiza cada año. 
Italia se encuentra en la primera posición del cuadro de medallas de este campeonato, con 83 medallas de oro y 245 medallas en total. En segundo y tercer lugar se encuentran Rusia y Francia con 77 y 49 títulos, respectivamente.
España ha logrado tres títulos europeos: el sablista Jorge Pina Pérez (Gante 2007), la espadista Rosa María Castillejo (Funchal 2000) y la sablista Celia Pérez Cuenca (Basilea 2024), y catorce medallas en total.

## Ediciones
| Núm.    | Año  | Sede                | País        |
| ------- | ---- | ------------------- | ----------- |
| I       | 1981 | Foggia              | Italia      |
| II      | 1982 | Mödling             | Austria     |
| III     | 1983 | Lisboa              | Portugal    |
| IV      | 1991 | Viena               | Austria     |
| V       | 1992 | Lisboa              | Portugal    |
| VI      | 1993 | Linz                | Austria     |
| VII     | 1994 | Cracovia            | Polonia     |
| VIII    | 1995 | Keszthely           | Hungría     |
| IX      | 1996 | Limoges             | Francia     |
| X       | 1997 | Danzig              | Polonia     |
| XI      | 1998 | Plovdiv             | Bulgaria    |
| XII     | 1999 | Bolzano             | Italia      |
| XIII    | 2000 | Funchal             | Portugal    |
| XIV     | 2001 | Coblenza            | Alemania    |
| XV      | 2002 | Moscú               | Rusia       |
| XVI     | 2003 | Bourges             | Francia     |
| XVII    | 2004 | Copenhague          | Dinamarca   |
| XXVIII  | 2005 | Zalaegerszeg        | Hungría     |
| XIX     | 2006 | Esmirna             | Turquía     |
| XX      | 2007 | Gante               | Bélgica     |
| XXI     | 2008 | Kiev                | Ucrania     |
| XXII    | 2009 | Plovdiv             | Bulgaria    |
| XXIII   | 2010 | Leipzig             | Alemania    |
| XXIV    | 2011 | Sheffield           | Reino Unido |
| XXV     | 2012 | Legnano             | Italia      |
| XXVI    | 2013 | Zagreb              | Croacia     |
| XXVII   | 2014 | Estrasburgo         | Francia     |
| XXVIII  | 2015 | Montreux            | Suiza       |
| XXIX    | 2016 | Toruń               | Polonia     |
| XXX     | 2017 | Tiflis              | Georgia     |
| XXXI    | 2018 | Novi Sad            | Serbia      |
| XXXII   | 2019 | Düsseldorf          | Alemania    |
| XXXIII  | 2020 | Minsk (cancelado)   | Bielorrusia |
| XXXIV   | 2021 | Plovdiv (cancelado) | Bulgaria    |
| XXXV    | 2022 | Antalya             | Turquía     |
| XXXVI   | 2023 | Plovdiv             | Bulgaria    |
| XXXVII  | 2024 | Basilea             | Suiza       |
| XXXVIII | 2025 | Génova              | Italia      |
| XXXIX   | 2026 | Tallin              | Estonia     |

1. ↑  Campeonato solo para las pruebas individuales.

## Medallero histórico
- Actualizado a Génova 2025.

| Núm. | País            | Oro | Plata | Bronce | Total |
| ---- | --------------- | --- | ----- | ------ | ----- |
| 1    | Italia          | 83  | 63    | 99     | 245   |
| 2    | Rusia           | 77  | 67    | 68     | 212   |
| 3    | Francia         | 49  | 49    | 73     | 171   |
| 4    | Hungría         | 35  | 40    | 55     | 130   |
| 5    | Alemania        | 35  | 31    | 60     | 126   |
| 6    | Polonia         | 17  | 25    | 48     | 90    |
| 7    | Ucrania         | 16  | 20    | 32     | 68    |
| 8    | Rumania         | 16  | 17    | 26     | 59    |
| 9    | Suiza           | 7   | 6     | 13     | 26    |
| 10   | Estonia         | 4   | 10    | 10     | 24    |
| 11   | Austria         | 3   | 5     | 10     | 18    |
| 12   | España          | 3   | 2     | 9      | 14    |
| 13   | Georgia         | 3   | 0     | 3      | 6     |
| 14   | Bielorrusia     | 2   | 2     | 5      | 9     |
| 15   | Azerbaiyán      | 2   | 0     | 3      | 5     |
| 16   | Reino Unido     | 1   | 4     | 9      | 14    |
| 17   | Portugal        | 1   | 1     | 2      | 4     |
| 18   | Israel          | 1   | 1     | 1      | 3     |
| 19   | Grecia          | 0   | 3     | 3      | 6     |
| 20   | Países Bajos    | 0   | 3     | 1      | 4     |
| 21   | Bulgaria        | 0   | 2     | 1      | 3     |
| 22   | Bélgica         | 0   | 2     | 0      | 2     |
| 23   | Suecia          | 0   | 1     | 5      | 6     |
| 24   | Dinamarca       | 0   | 1     | 0      | 1     |
| 25   | República Checa | 0   | 0     | 6      | 6     |
| 26   | Turquía         | 0   | 0     | 3      | 3     |
|      | TOTAL           | 355 | 355   | 545    | 1255  |

1. ↑  Incluye las medallas obtenidas por la RFA entre 1949 y 1990.
2. ↑  Incluye las medallas obtenidas por Checoslovaquia.